# Don Blasius
Don Malcolm Blasius (* 5. September 1950 in Paterson (New Jersey)) ist ein US-amerikanischer Mathematiker.

## Leben
Blasius studierte an der Harvard University mit dem Bachelor-Abschluss 1972 und an der Universität Oxford mit dem Bachelor-Abschluss 1977. Er wurde 1981 bei Gorō Shimura an der Princeton University promoviert (Arithmetic of Monomial Relations between the Periods of Abelian Varieties). 1981 bis 1985 war er Assistant Professor an der Columbia University und 1985 bis 1987 an der Yale University. 1987 wurde er Associate Professor an der City University of New York und 1989 Professor an der University of California, Los Angeles.
Er befasst sich mit Zahlentheorie automorpher Formen, speziell Shimura-Varietäten.
Er war 1989 Gastprofessor an der École normale supérieure (Paris), war am Max-Planck-Institut in Bonn und am Isaac Newton Institute.
Er ist Herausgeber des Pacific Journal of Mathematics (2018). 1981 und 1989/90 war er Mitglied des Institute for Advanced Study.

## Schriften
- On the critical values of Hecke L-series, Annals of Mathematics, Band 124, 1986, S. 23–63
- mit Jonathan Rogawski: Galois representations for Hilbert modular forms. Bull. Amer. Math. Soc. (N.S.), Band 21, 1989, S. 65–69.
- mit J. Rogawski: Motives for Hilbert modular forms, Inv. Math., Band 114, 1993, S. 55–89
- mit J. Rogawski: Zeta functions of Shimura varieties, in U. Jannsen, S. Kleiman, J.-P. Serre (Hrsg.) Motives, Proc. Symp. Pure Math., Band 55, II, AMS 1994, S. 525–571
- mit Michael Harris, Dinakar Ramakrishnan: Coherent cohomology, limits of discrete series, and Galois conjugation, Duke Math. J., Band 73, 1994, S. 647–685
- mit M. Borovoi: On Period Torsors, in: Automorphic forms, automorphic representations, and arithmetic, Proc. Symp. Pure Math. 66, AMS 1999
- Hilbert modular forms, elliptic curves and the Hodge Conjecture, in H. Hida, D. Ramakrishnan, F. Shahidi (Hrsg.), Contributions to Automorphic Forms, Geometry, and Number Theory, Johns Hopkins University Press 2004
- Hilbert modular forms and the Ramanujan conjecture, in: C. Consani, M. Marcolli (Hrsg.), Noncommutative Geometry and Number Theory, Aspects of Mathematics, Vieweg/Teubner, 2006,  S. 35–56, Arxiv